# Selve Automobilwerke
Selve Automobilwerke AG, till 1922 Selve Automobilwerke GmbH, var en tysk biltillverkare med säte i Hameln.
Selve Automobilwerke grundades 1919 av Walther von Selve, som 1917 köpt Norddeutsche Automobilwerke i Hameln och slog samman det med delar av den av fadern Gustav Selve grundade maskinfabriken Basse und Selve i Altena.
Företaget började med tillverka medelstora bilar med fyrcylindriga motorer från koncernsysterföretaget Basse und Selve, vilka Walther von Selve utvecklade och var de första motorerna med kolvar av lättmetall. Antalet anställda var som högst 700. Från 1927 tillverkade Selve lyxbilar med sexcylindriga motorer. Den stora depressionen ledde till att bilproduktionen lades ned 1929. År 1934 gick företaget i konkurs. 

## Bilmodeller
| Typ        | Tillverkningsår | Antal cylindrar | Cylindervolym | Effekt          | Högsta hastighet |
| ---------- | --------------- | --------------- | ------------- | --------------- | ---------------- |
| 6/20       | 1919–1921       | 4               | 1570 cm³      | 20 hk (14,7 kW) | 70 km/h          |
| 8/30       | 1920–1921       | 4               | 2086 cm³      | 30 hk (22 kW)   | 90 km/h          |
| 6/24       | 1921–1923       | 4               | 1570 cm³      | 24 hk (17,7 kW) | 70 km/h          |
| 8/32       | 1922–1925       | 4               | 2086 cm³      | 32 hk (23,5 kW) | 90 km/h          |
| 8/40 Sport | 1923–1925       | 4               | 2091 cm³      | 40 hk (29 kW)   | 100 km/h         |
| 9/36       | 1926–1927       | 4               | 2360 cm³      | 36 hk (26,5 kW) | 83 km/h          |
| 11/45      | 1927            | 6               | 2850 cm³      | 45 hk (33 kW)   | 90 km/h          |
| 12/50      | 1928            | 6               | 3096 cm³      | 50 hk (37 kW)   | 90 km/h          |
| Selecta    | 1929            | 6               | 3096 cm³      | 50 hk (37 kW)   | 90 km/h          |

## Bildgalleri

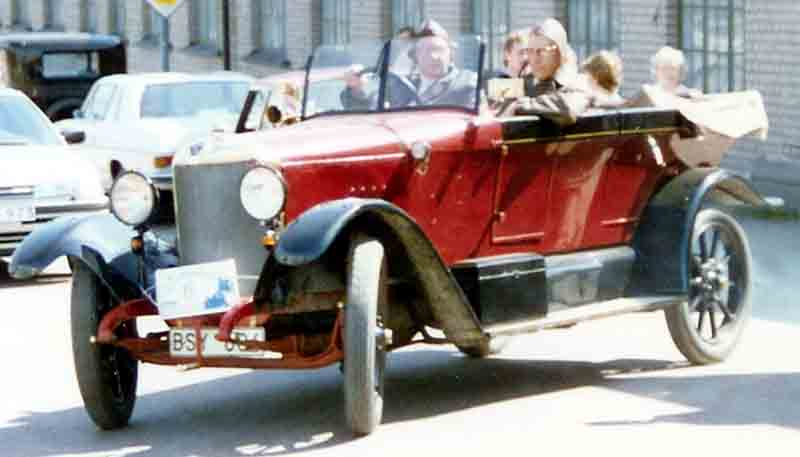
Selve SL 6/24PS (1920)
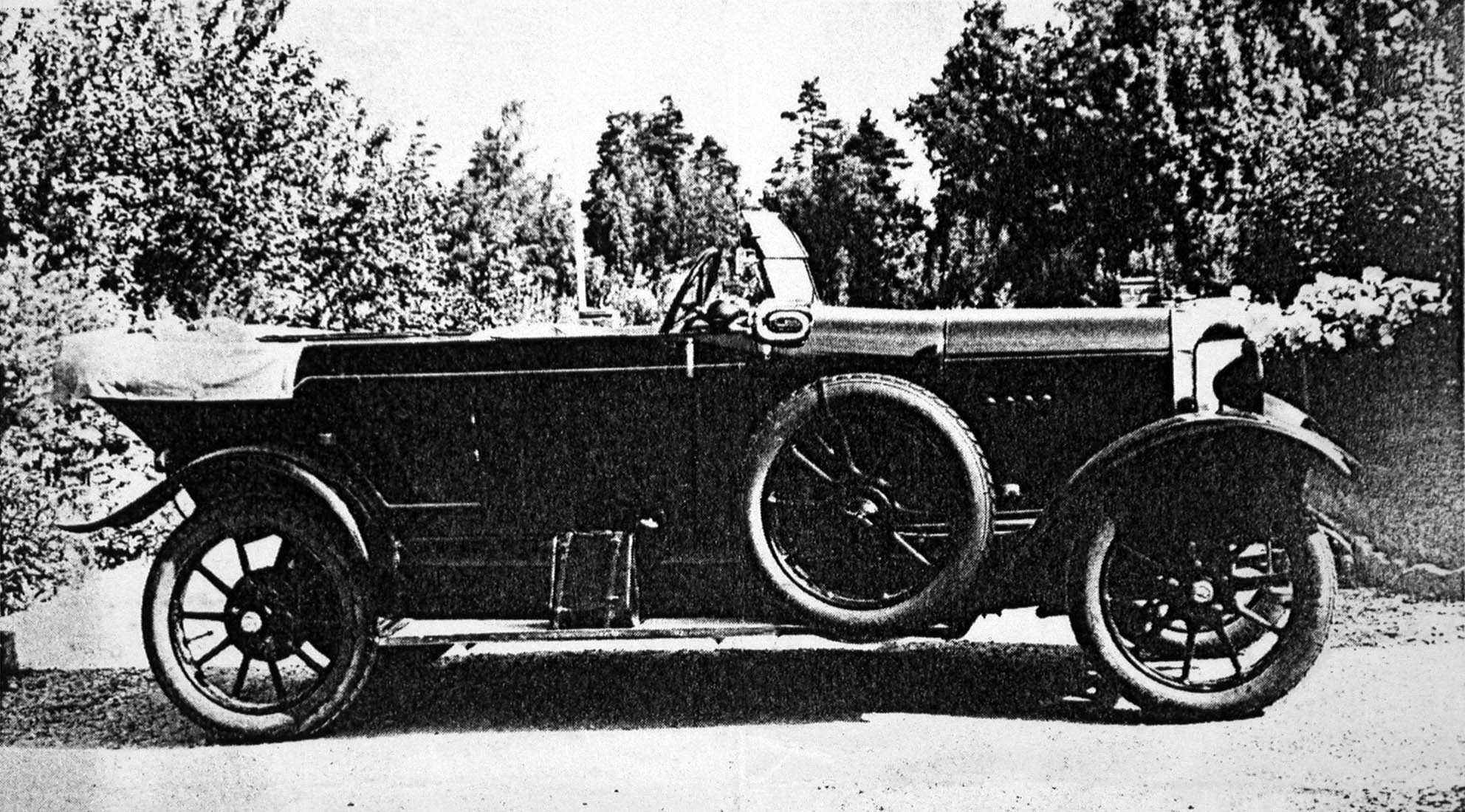
Selve 6/24 PS med standardkaross (1921–1923)
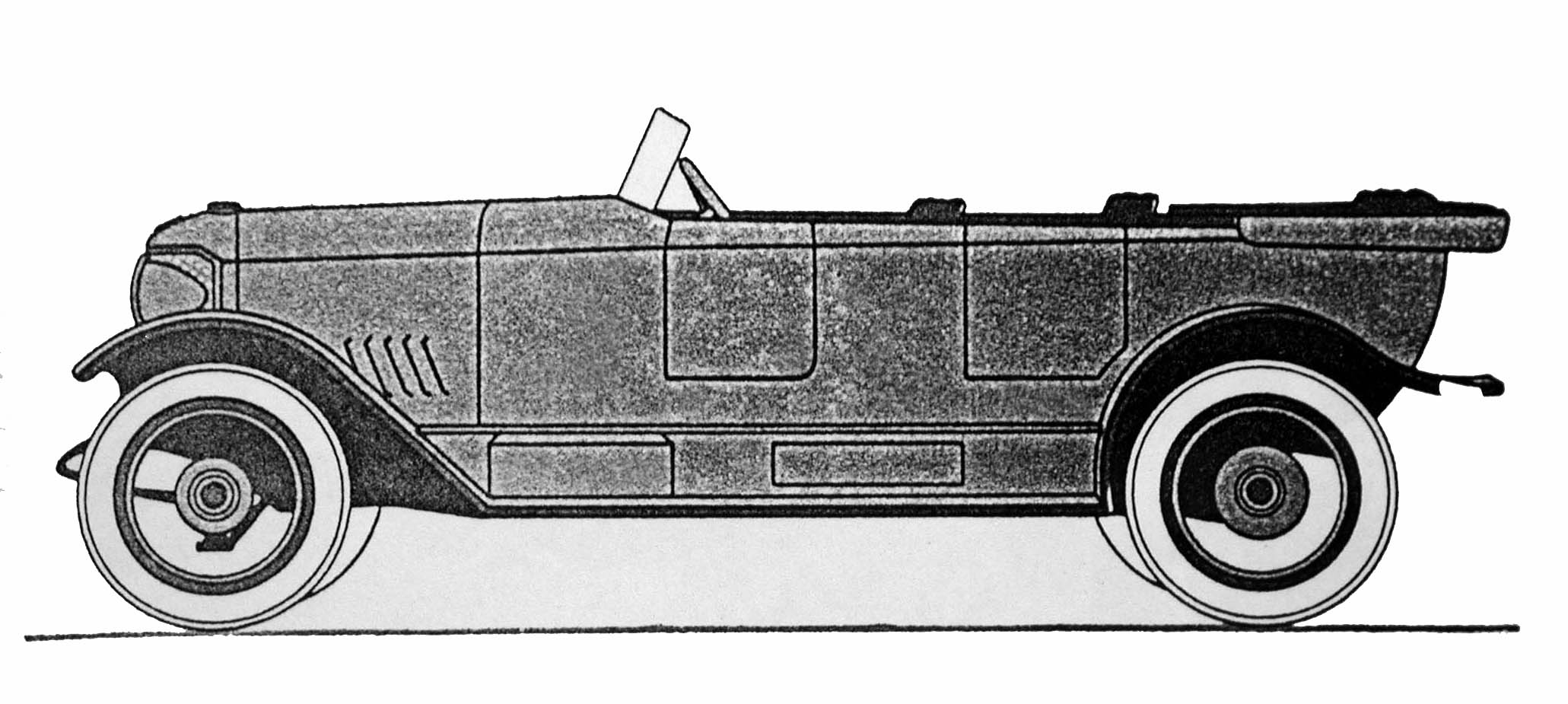
Selve 8/32 PS med standardkaross (1922–1925)
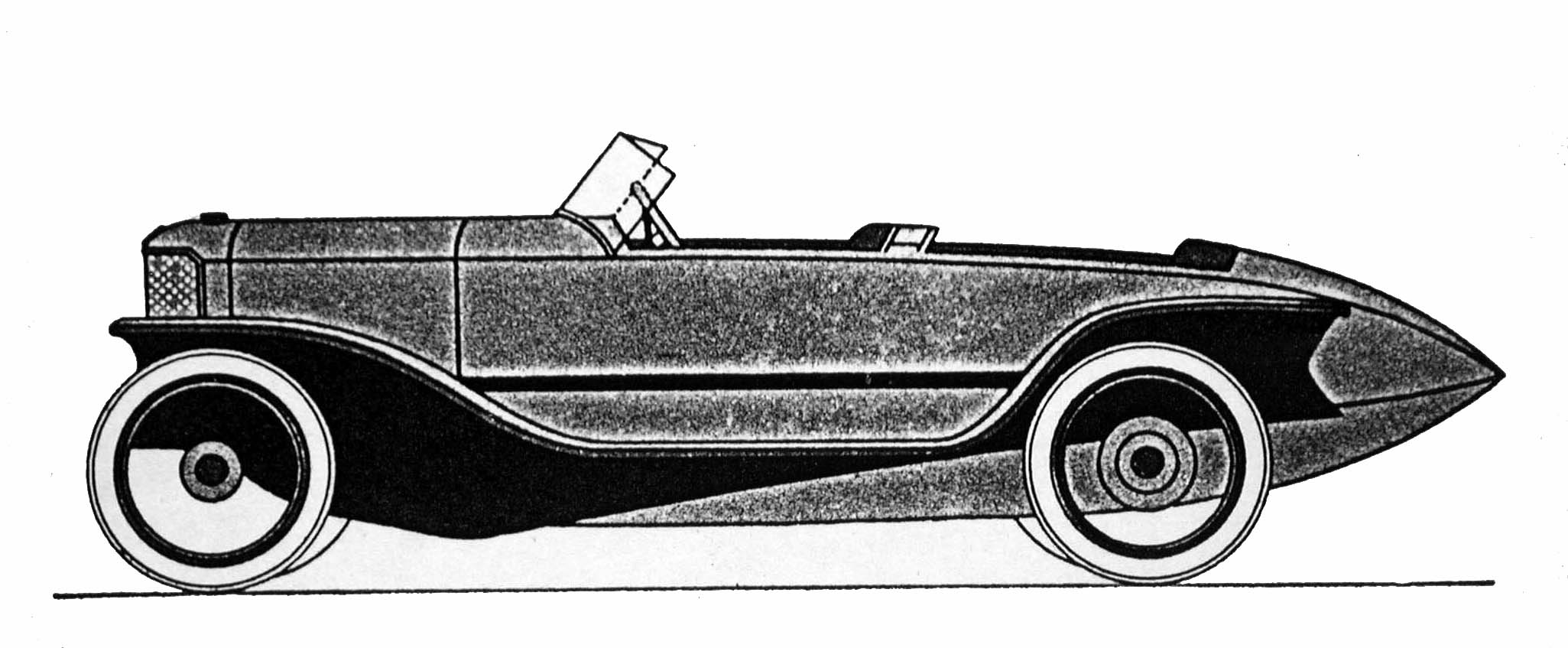
Selve 8/40 PS Sport SL 40 (1923–1925)
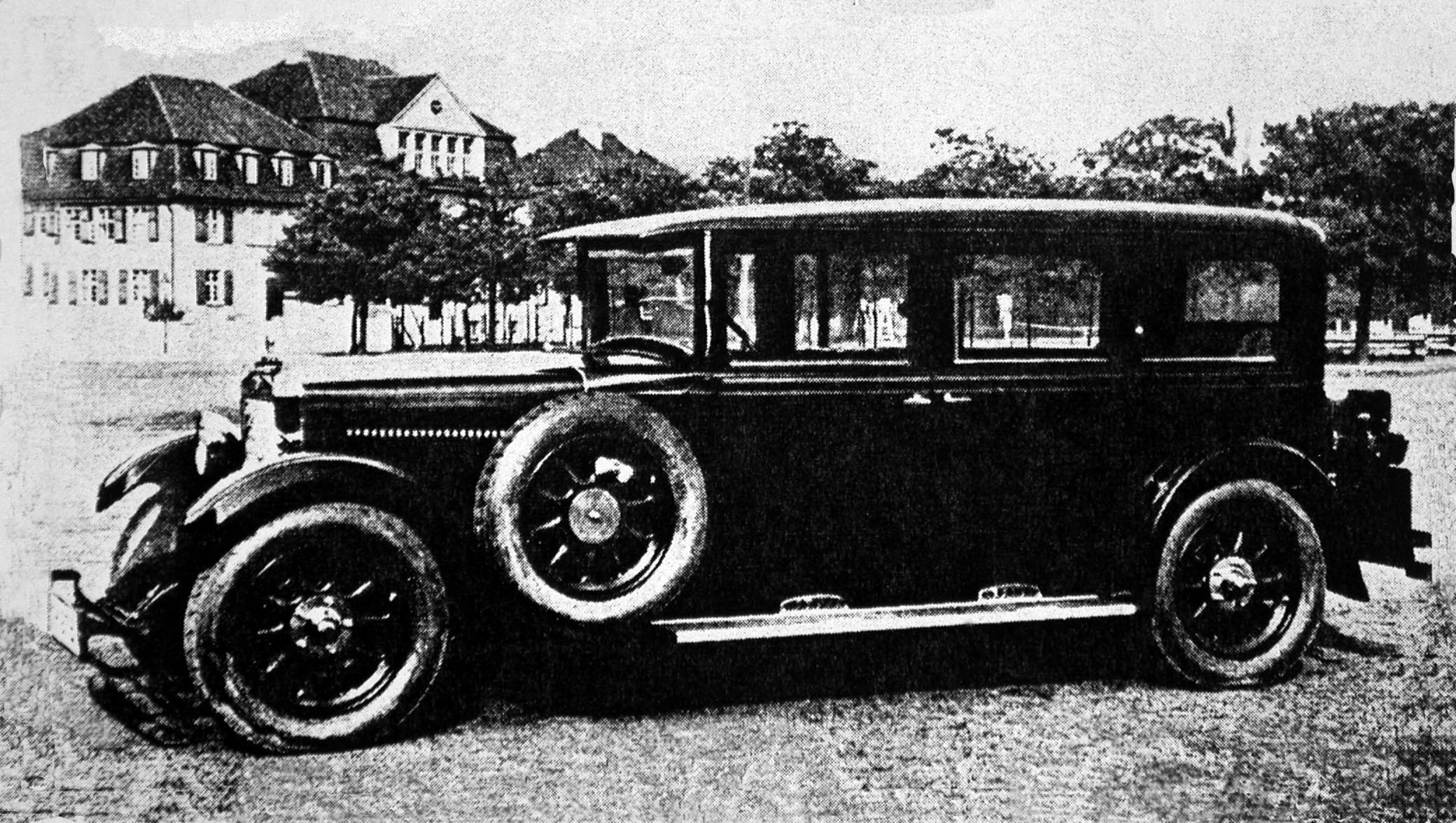
Selve Selecta  (1928–1929)
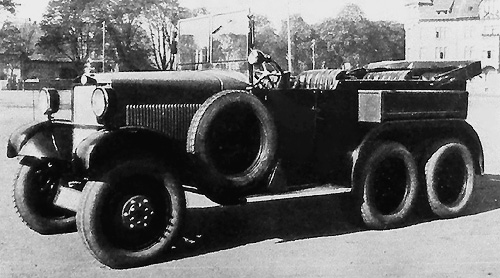
Selve 6x6 med trelitersmotor (1928)